# أتسوغة صينية

أتسوغة صينية (الاسم العلمي: Tsuga chinensis) هي نوع من النباتات يتبع جنس الأتسوغة من فصيلة الصنوبرية.